# 史密斯威森M469半自動手槍
史密斯威森M469（英語：Smith & Wesson Model 469）是一款由美国槍械公司史密斯&威森所研製與生產的雙／單動操作式半自動手槍，是根據美国空军的要求、以史密斯威森M459為藍本所研發的縮短型，發射9×19毫米口徑手枪子彈。
根據來自史密夫威信的衍生型號名稱編配手法，M469這個型號是在原來的M69半自動手槍的型號名稱前面增加一個4字，以表示這是原來的M69半自動手槍設計的鋁合金底把版本。

## 設計
史密斯威森M469是史密斯威森的59系列當中的早期型號，該手槍被設想為可輕易的隱藏，但同時具有足以用作制式武器的火力。這是一款傳統的雙動操作式手槍，配有88.9毫米（3.5英吋）槍管，配有套筒式保險／待擊解脫桿。標準彈匣容量為12發。
當史密斯威森推出其“第三代”半自動系列產品時，多款類似的手槍繼承了M469的產品位置。其中包括M6904，裝有黑色合金底把；M6906，採用不鏽鋼表面處理製造的同型手槍，兩者都採用了雙／單動操作（DA／SA）模式扳機。而M6946與M6906類似，但採用了純雙動操作模式的扳機。
雖然69系列手槍已經不再生產，但聚合物底把的史密夫威信軍警緊湊型（9毫米口徑）有著相似的尺寸、相同的槍管長度和彈匣容量。

## 資料來源
1. 1 2  Supica, Jim; Nahas, Richard. . Iola, Wisconsin: F+W Media, Inc. 2007: 319–320  [2019-06-26]. ISBN 0-89689-293-X. （原始内容存档于2017-02-15）.

## 外部連結
- （英文）—Modern Firearms—S&W 39, 59 and others （页面存档备份，存于）
- （简体中文）—D Boy Gun World（槍炮世界）—Model 469 半自动手枪 （页面存档备份，存于）
  - Model 6904 半自动手枪 （页面存档备份，存于）
  - Model 6906 半自动手枪 （页面存档备份，存于）
  - Model 6946 半自动手枪 （页面存档备份，存于）